# Elecciones al Parlamento Europeo de 1989 (Irlanda)
En las elecciones al Parlamento Europeo de 1989 en Irlanda, celebradas en junio, se escogió a los 15 representantes de dicho país para la tercera legislatura del Parlamento Europeo.

## Resultados
| Datos de participación | Datos de participación | Datos de participación |
| ---------------------- | ---------------------- | ---------------------- |
| Censo electoral        | 2.453.451              | 100%                   |
| Votantes               | 1.675.119              | 68,3                   |
| Abstención             | 778.332                | 31,7                   |
| A candidatura          | 1.632.728              |                        |

| ← Elecciones al Parlamento Europeo de 1989 → |         |       |         |
| Partido                                      | Votos   | %     | Escaños |
| Fianna Fáil (FF)                             | 514.537 | 31,51 | 6       |
| Fine Gael (FG)                               | 353.094 | 21,63 | 4       |
| Demócratas Progresistas (PD)                 | 194.059 | 11,89 | 1       |
| Independientes (IND)                         | 193.823 | 11,87 | 2       |
| Partido Laborista Irlandés (ILP)             | 155.782 | 9,54  | 1       |
| Partido de los Trabajadores (WP)             | 123.265 | 7,55  | 1       |
| Partido Verde (GP)                           | 61.041  | 3,74  | 0       |
| Sinn Féin (SF)                               | 37.127  | 2,27  | 0       |